# 1899 à Paris
 Chronologie de l'histoire de Paris
- 1895
- 1896
- 1897
- 1898
- 1899
- 1900
- 1901
- 1902
- 1903

Cette page concerne l'année 1899 du calendrier grégorien.

## Chronologie

### Janvier 1899
- x

### Février 1899
- x

### Mars 1899
- x

### Avril 1899
- x

### Mai 1899
- x

### Juin 1899
- x

### Juillet 1899
- x

### Août 1899
- x

### Septembre 1899
- x

### Octobre 1899
- x

### Novembre 1899
- 1er novembre : Inauguration du monument aux morts du cimetière du Père-Lachaise

### Décembre 1899
- x